# Synagoge in der Haeckelstraße

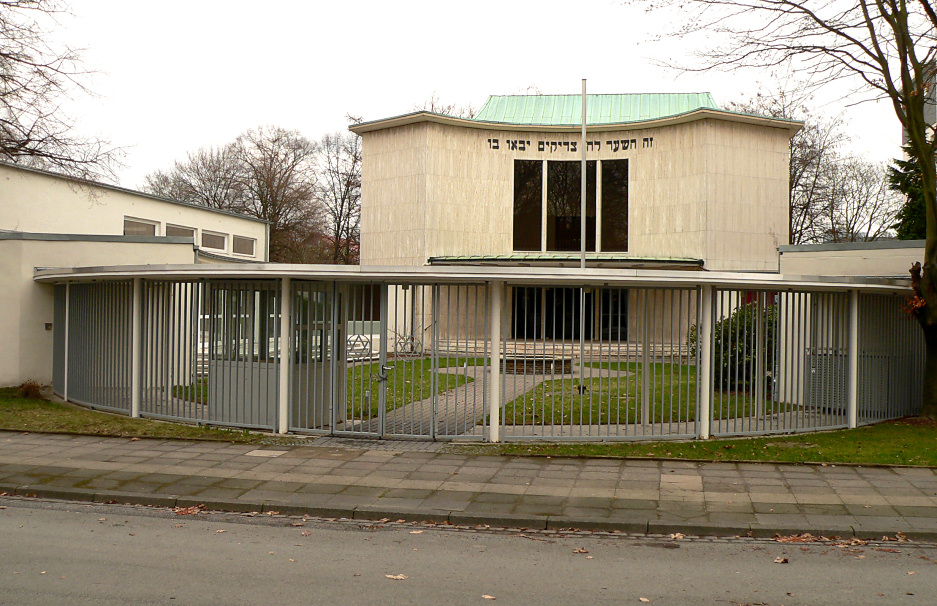
Die Synagoge Haeckelstraße hinter dem als Garten abgetrennten Vorplatz

Die Synagoge in der Haeckelstraße in Hannover ist die Synagoge der Jüdischen Gemeinde Hannover. Standort des Anfang der 1960er Jahre entstandenen Sakralbaus als Teil des Jüdischen Gemeindezentrums Haeckelstraße ist die Haeckelstraße 10 im Stadtteil Bult mit Bezug zur Freundallee.

## Geschichte

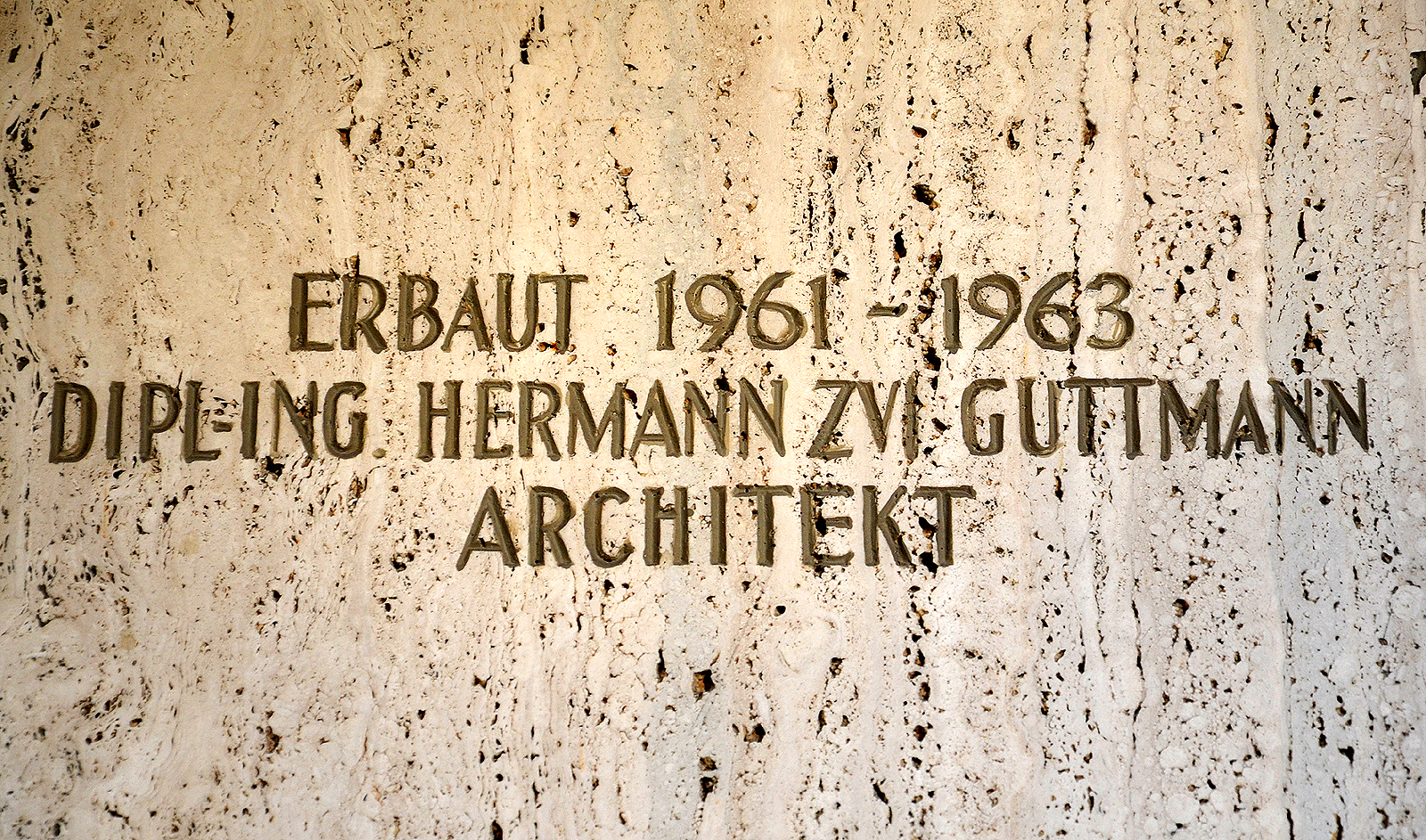
Inschrift in einer Travertinplatte mit dem Namen des Architekten Hermann Zvi Guttmann

Ältere Vorgänger-Bauten bestanden in der Calenberger Neustadt. Dazu zählt die 1870 eingeweihte Neue Synagoge, die in der Zeit des Nationalsozialismus während der Novemberpogrome 1938 zerstört wurde. In der Nachkriegszeit wurde am 9. November 1960 in der Haeckelstraße der Grundstein für einen erneuten Synagogenbau gelegt. In den Jahren von 1962 bis 1963 entstand nach Plänen des Architekten Zvi Guttmann und im Auftrag der Jüdischen Gemeinde ein jüdischer Sakralbau in Hannover, hier als Teil des Gemeindezentrums mit einem Wohn-Hochhaus.
Am 10. November 1963 konnte die Synagoge unter Mitwirkung des ehemaligen Gemeinde-Rabbiners Emil Schorsch eingeweiht werden.
Seitdem wurden die Gottesdienste unter anderem durch die Vorbeter und Kantoren Norbert Prager, Josef Zwiebel, Julius Stolberg, Simon Ben Zeev, Emil Levy, David Polnauer abgehalten.
Im Jahr der Weltausstellung Expo 2000 übernahm Andrei Sitnov die Leitung der Gottesdienste.

## Baubeschreibung

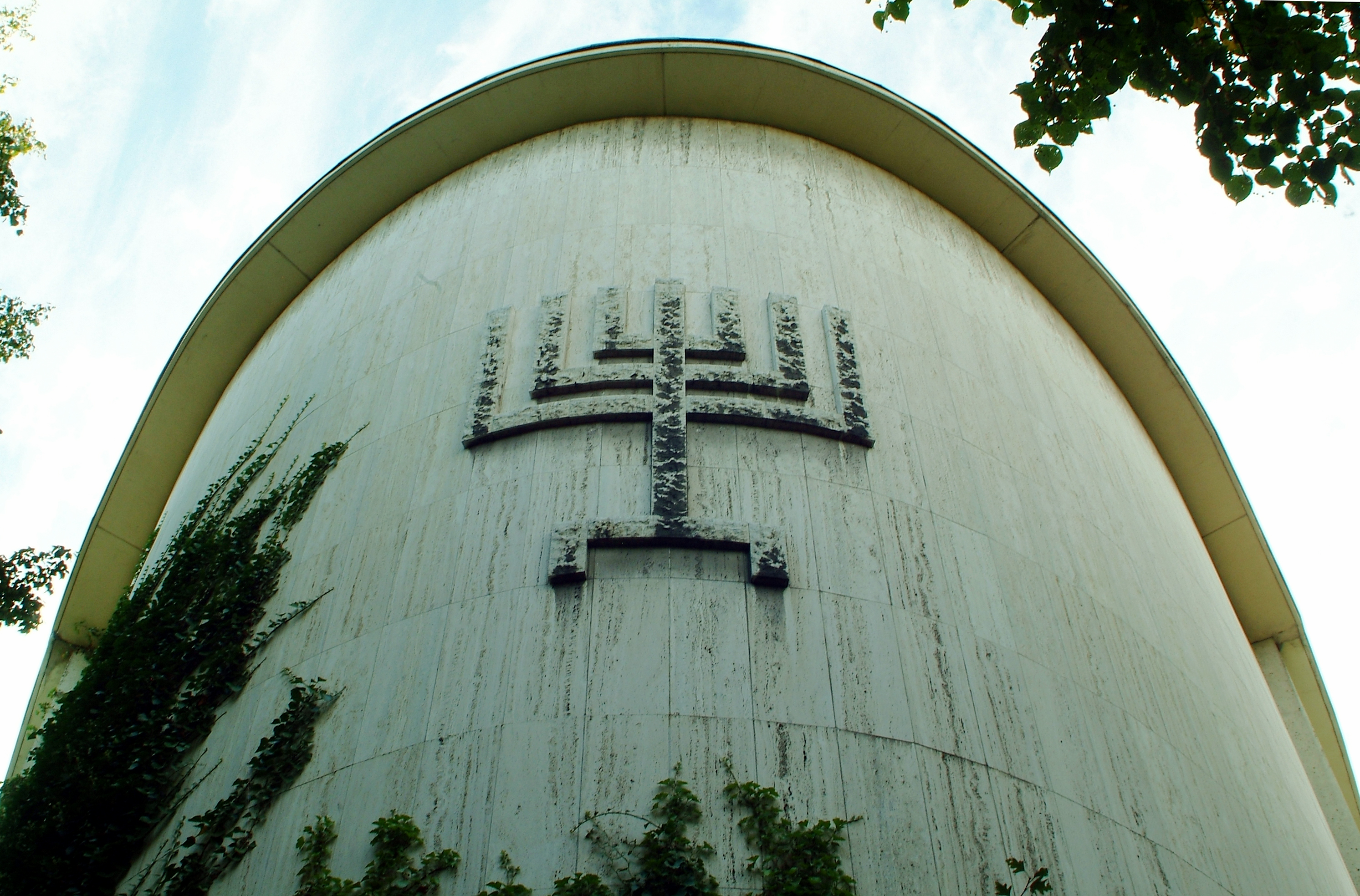
Die Menora an dem zur Freundallee ausgerichteten Parabelbau

Als Teil des jüdischen Gemeindezentrums entstand auf dem Grundriss einer Parabel ein in organischen Formen gestaltetes Gebäude, das an seiner östlichen Außenwand zur Freundallee hin das Relief einer Menora zeigt. Während die Einrichtung des Hauses sich an der traditionellen überlieferten Kultur orientiert mit einem Lesepult in der Mitte des Synagogenraumes und einer Trennung der 180 für Männer und 120 für Frauen vorgesehenen Sitzplätze, bildet das Gebäude mit dem als Garten gestalteten „Vorplatz eine zurückhaltend harmonische Einheit.“